# Luca Mazzanti (Unternehmer)
Luca Mazzanti (* 1. Februar 1974 in Pistoia) ist neben Walter Faralli Mitbegründer des italienischen Supersportwagenherstellers Mazzanti Automobili. Ende der 1980er fing er an, neben seinem Studium in der familieneigenen Karosseriewerkstatt zu arbeiten. Seit Anfang der 1990er Jahre arbeitet er mit Walter Faralli zusammen, mit dem er 2002 Faralli & Mazzanti, das heutige Mazzanti Automobili, gründete. Als Fahrzeugkonstrukteur war er beispielsweise für das Design des „Mazzanti Evantra“ verantwortlich.